# San Gavino Monreale
San Gavino Monreale (sardinski: Santu 'Èngiu) je grad i općina (comune) u pokrajini Južnoj Sardiniji u regiji Sardiniji, Italija. Nalazi se na nadmorskoj visini od 54 metra i ima 8 671 stanovnika.
 Prostire se na 87,40 km². Gustoća naseljenosti je 99 st/km².
Susjedne općine su: Gonnosfanadiga, Guspini, Pabillonis, Sanluri, Sardara i Villacidro.